# Jørgen Ingmann
Jørgen Ingmann (rodným jménem Jørgen Ingmann Pedersen; 26. dubna 1925 Kodaň – 21. března 2015 Holte) byl dánský kytarista věnující se jazzu i populární hudbě. Vrchol slávy zažil v 60. letech 20. století, začínal však již dvě dekády předtím po boku známého dánského jazzmana Svenda Asmussena. V 60. letech se celosvětově proslavil hitem Apache (instrumentální kytarová coververze písně skupiny Shadows), v roce 1963 pak vyhrál soutěž Eurovision Song Contest s písní „Dansevise“. Ve finále vystoupil spolu se svou ženou Grethe, která zpívala, on ji doprovázel na kytaru.